# Quechua
Quechua, deutsch Ketschua (offiziell in Bolivien Qhichwa, in Peru meist Qichwa, im östlichen Tiefland Perus und in Ecuador Kichwa), ist eine Gruppe eng miteinander verwandter indigener Sprachvarietäten, die im Andenraum Südamerikas gesprochen werden. Es existieren unterschiedliche Ansichten dazu, inwiefern man hier von einer einzigen, dialektal stark differenzierten Sprache oder einer Sprachfamilie aus mehreren Sprachen, und wenn ja wie vielen, sprechen sollte; dies ist auch davon abhängig, ob man dabei von sprachimmanenten strukturellen oder von soziolinguistischen und im weitesten Sinne identitären Kriterien ausgeht.
Die zentrale Makrosprache Quechua wird durch den ISO-639-2/3-Code [que] sowie den ISO-639-1-Code [qu] kodiert, während die verschiedenen Varietäten eigene ISO-639-3-Codes haben. Die zusammenfassende Quechua-Sprachfamilie dagegen wird durch den ISO-639-5-Code [qwe] kodiert.
Verschiedene Quechua-Varianten wurden neben anderen Sprachen auch in der Kultur der Inka, aber auch in vorinkaischen Kulturen gesprochen, wobei zum Ende der Inkazeit eine Variante („klassisches Quechua“) als Lingua franca in weiten Teilen des Andenraums diente.

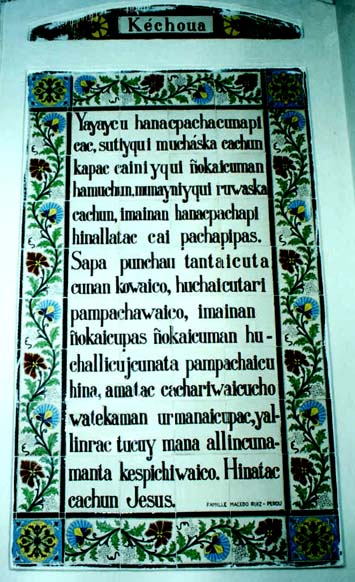
Das Vaterunser in der Paternosterkirche von Jerusalem auf Ketschua

## Glottonym
Das Wort Quechua an sich (auf Quechua je nach Dialekt und Schreibweise: Qhichwa, Qichwa, Qiĉwa, Kichwa oder Qheswa) bezeichnet im Quechua „Tal“ oder eine Höhenlage inklusive ihrer Bewohner, die sich deshalb auch Qhichwa runa, „Menschen der Höhenzone Quechua“, nennen, woher sich auch die Sprachbezeichnung Qhichwa simi bzw. Kichwa shimi, „Sprache der Höhenzone Quechua“, ableitet. Die Quechua-Sprecher selbst nennen ihre Sprache aber traditionell in der Regel Runa Simi (Runasimi) oder Runa Shimi (von runa „Mensch“ und simi „Mund, Wort, Sprache“, also „Menschensprache“). In modernen Quechua-Texten wird dagegen meist die Bezeichnung Qhichwa simi, Qheswa simi, Qichwa simi oder Kichwa shimi („Quechua-Sprache“ also „Tal-Sprache“) verwendet.

## Sprachverwandtschaft
Eine genetische Verwandtschaft der Quechua-Sprachen mit Sprachen außerhalb dieser Gruppe ist bisher nicht nachgewiesen worden.
Auf Grund des großen gemeinsamen Wortschatzes mit dem Aymara wurden Quechua und Aymara (bzw. die Aymara-Sprachen) in eine gemeinsame Sprachfamilie (Quechumaran) gestellt. Neuere Untersuchungen (Sprachvergleich) weisen jedoch darauf hin, dass das gemeinsame Vokabular auf gegenseitige Entlehnungen auf Grund des langen Kontakts zurückzuführen ist.

## Verbreitung

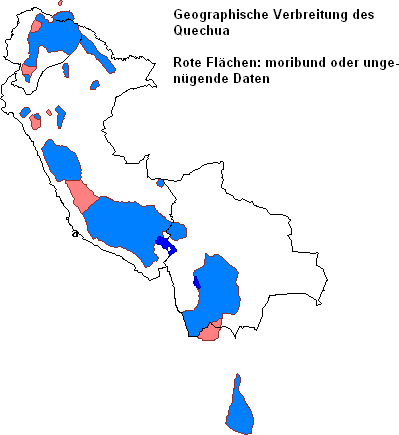
Geographische Verbreitung

Der Sprachraum des Quechua erstreckt sich vom Süden Kolumbiens über große Teile von Ecuador, Peru und Bolivien bis in den Norden von Chile und Argentinien. Den größten Anteil an den Sprechern hat dabei Peru, gefolgt von Bolivien und Ecuador, während in den anderen Ländern nur kleine Minderheiten die Sprache beherrschen.
Heute ist Quechua mit wahrscheinlich mehr als 7 Millionen Sprechern (die Schätzungen variieren allerdings stark) die meistgesprochene indigene Sprache Südamerikas und nimmt somit in Südamerika hinsichtlich der Sprecherzahl Rang 3 hinter Spanisch und Portugiesisch ein.
Für den größten Teil des Sprachgebiets, nämlich Peru, Ecuador und Bolivien, liegen Volkszählungsangaben zur Sprecherzahl vor (Peru: 2017, Bolivien: 2012, Ecuador: 2001). Für Kolumbien, Argentinien und Chile fehlen solche Daten völlig; es gibt lediglich Schätzungen, die, wie oben erwähnt, sehr stark variieren.
Zu den Volkszählungsergebnissen ist anzumerken, dass Kinder im Vorschulalter nicht erfasst werden. Bei der Volkszählung 2017 in Peru wurde zudem nur die Muttersprache erfasst. Bei der Volkszählung 2012 in Bolivien wurden zwar pro Person bis zu fünf Sprachen erhoben, aber nur die Daten zur Erstsprache veröffentlicht. In Ecuador wurden 2001 nur rund 500.000 Quechuasprachige (Ein- und Zweisprachige) gezählt. Unklar ist, ob die bei Volkszählungen oft beobachtete Tendenz bestand, eine als minderwertig empfundene Sprache nicht anzugeben (underreporting); umgekehrt muss auch beachtet werden, dass ein nicht unerheblicher Teil der Sprecher sich aus unterschiedlichen Gründen im Alltag des Spanischen bedient. Insbesondere die Quechuasprachigen in den großen Städten dürften die Sprache kaum benutzen, und ihre Kinder wachsen mit spanischer Sprache auf.
Die Verteilung der Sprecher auf die Länder:
- Peru: 3,8 Millionen (Muttersprachler laut Volkszählung von 2017) – 13,6 % der Bevölkerung; in 4 der 25 Regionen (Apurímac, Huancavelica, Ayacucho und Cusco) sind die Quechuasprachigen in der Mehrheit.[11]
- Bolivien: 1,7 Millionen (Muttersprachler laut Volkszählung von 2012) – 17,5 % der Bevölkerung[12][13] Im Departamento Potosí, einem der 9 Departements des Landes, sind die Quechuasprachigen in der Mehrheit.
- Ecuador: 500.000 (laut Volkszählung von 2001; Schätzungen bis über 2 Millionen)
- Argentinien: 50.000–120.000 (Schätzungen)
- Kolumbien: 5.000–20.000 (Schätzungen)
- Chile: wenige

Quechua ist neben Spanisch und Aymara Amtssprache in Bolivien und in Peru, in letztgenanntem jedoch laut Verfassung nur in den „Gebieten, wo sie [Quechua und Aymara] vorherrschen“. In Ecuador ist Kichwa (wie auch die anderen indigenen Sprachen) Amtssprache „in seinen Gebieten“.
In den meisten großen Universitäten des spanischsprachigen Südamerika wird Quechua als Fremdsprache gelehrt.

## Varietäten

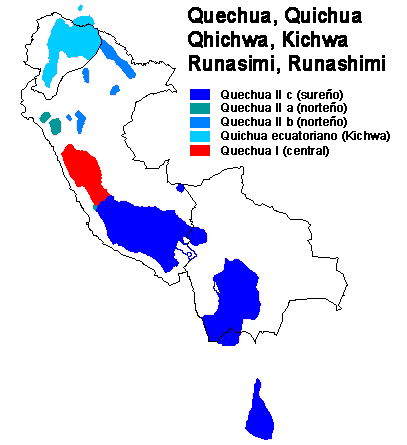
Varietäten des Quechua

### Überblick
Die Varietäten des Quechua bilden ein Dialektkontinuum. Sie lassen sich in zwei große Gruppen einteilen, die nach dem peruanischen Sprachforscher Alfredo Torero als Quechua I und Quechua II bezeichnet werden. Die Einteilung in die Hauptäste Quechua I (Waywash) und Quechua II (Wampuy) sowie die Unterteilung des Quechua II in drei Unteräste (Quechua II a, Quechua II b und Quechua II c) geht auf jeweils unabhängige Untersuchungen von Alfredo Torero und Gary Parker in den 1960er Jahren zurück.
Quechua I (Waywash) wird in den meisten quechuasprachigen Gebieten der zentralen und nördlichen peruanischen Anden gesprochen. Die wichtigsten Dialekte sind Ankash (Ancashino) (im Departamento Ancash), Shawsha in der Provinz Jauja (im Departamento Junín) sowie Wanka (Huanca) in den Provinzen Huancayo und Concepción (ebenfalls im Departamento Junín), außerdem gibt es diverse Dialekte in den Departamentos Huánuco (Huallaga-Quechua), Cerro de Pasco, Tarma (Nord-Junín) und im Norden des Departements Lima (Yaru-Quechua).
Quechua II (Wampuy) umfasst alle im Süden Perus sowie in Bolivien, Argentinien, Chile, Ecuador und Kolumbien gesprochenen Varietäten sowie einen kleinen Teil der Varietäten des übrigen Perus. Es gliedert sich in drei Untergruppen. Die Yunkay-Gruppe (Quechua II a) umfasst die relativ wenigen Varietäten des Quechua II im zentralen und nördlichen Peru (Untergruppe Kashamarka-Kañaris in den Departements Cajamarca und Lambayeque sowie die Dialekte von Yauyos im Departement Lima, die fast ausgestorben sind), die Chinchay-Gruppe (Quechua II b, auch als nördliches Quechua bezeichnet) die Varietäten Ecuadors und Kolumbiens (Kichwa), die eine ganz eigene Sprachentwicklung genommen haben, wie auch einige Dialekte Nordperus (Kichwa-Sprachinseln in Amazonien). Das südliche Quechua (Quechua II c) umfasst alle Varietäten des südlichen Perus (Dialekte Chanka in den Departamentos Ayacucho, Huancavelica und dem nördlichen Apurímac sowie Qusqu-Qullaw im südlichen Apurímac und den Departamentos Cusco und Puno), Boliviens, Argentiniens und Chiles.
Unterschiede zwischen den beiden Hauptgruppen bestehen in vielen Teilen der Grammatik und des Wortschatzes, so dass eine Verständigung zwischen muttersprachlichen Sprechern von Varietäten des Quechua I und des Quechua II ohne Kenntnis weiterer Varietäten nur schwierig möglich ist. Die Varietäten des Quechua I unterscheiden sich trotz ihres geringen Verbreitungsgebietes auch erheblich untereinander, während das Quechua II im Vergleich dazu verhältnismäßig einheitlich ist. Die Unterschiede zwischen den Dialekten des südlichen Quechua II in Peru und Bolivien, die zahlenmäßig die größte Gruppe der Quechuasprecher umfassen, sind relativ gering und beschränken sich vor allem auf den Bereich der Phonetik.
Die Reichssprache des Inka-Reiches, die Sprache der meisten erhaltenen älteren Schriftzeugnisse und die Sprache der Mehrzahl der modernen Publikationen auf Quechua aus Peru und Bolivien beruht auf diesen südlichen Dialekten des Quechua II. Viele andere Varietäten des Quechua sind hingegen lediglich in der modernen linguistischen Fachliteratur beschrieben worden.

### Klassifikation
SIL International listet folgende 46 Sprachen mit entsprechenden Sprachcodes auf (die dritte Gliederungsebene stammt nicht von SIL, sondern Alain Fabre [2005]):
- Quechua-Sprachen (46) – [qwe] nach ISO 639-5
  - Quechua I = Waywash (17)
    - Wanka-Quechua (Quechua Huanca)
      - Quechua, Huaylla Huanca [qvw] (Peru): Waylla Wanka, Waycha Wanka
      - Quechua, Jauja Huanca [qxw] (Peru): Shawsha Wanka

    - Ancash-Quechua (Quechua Ancashino)
      - Quechua, Corongo Ancash [qwa] (Peru)
      - Quechua, Huaylas Ancash [qwh] (Peru)
      - Quechua, Sihuas Ancash [qws] (Peru)
      - Quechua, Chiquián Ancash [qxa] (Peru)
      - Quechua, Northern Conchucos Ancash [qxn] (Peru)
      - Quechua, Southern Conchucos Ancash [qxo] (Peru)

    - Huánuco-Quechua (Alto Pativilca – Alto Marañón – Alto Huallaga)
      - Quechua, Panao Huánuco [qxh] (Peru)
      - Huallaga-Huánuco-Quechua (Huallaga-Quechua) [qub] (Peru)
      - Quechua, Ambo-Pasco [qva] (Peru)
      - Quechua, Huamalíes-Dos de Mayo Huánuco [qvh] (Peru)
      - Quechua, Margos-Yarowilca-Lauricocha [qvm] (Peru)

    - Yaru-Quechua
      - Quechua, North Junín [qvn] (Peru)
      - Quechua, Yanahuanca Pasco [qur] (Peru)
      - Quechua, Santa Ana de Tusi Pasco [qxt] (Peru)
      - Quechua, Cajatambo North Lima [qvl] (Peru)
      - Tomás-Alis/Huancaya-Vitis (ausgegliedert aus SIL-Yauyos [qux])

    - Huangáscar-Azángaro-Topará (ausgegliedert aus SIL-Yauyos [qux])

  - Quechua II = Wampuy (29)
    - Quechua II a = Yunkay (5)
      - Yunkay-Quechua von Lima (auch „Quechua III“)
        - Pacaraos-Quechua [qvp] (Peru) (von manchen zu Quechua I gestellt)
        - Yauyos-Quechua [qux] (Peru): Apurí-Chocos-Madean-Viñac, Cacra-Hongos, Tana-Lincha, Laraos
        - Quechua, Chincha [qxc] (Peru) (mit Huacarpana, Provinz Yauyos)

      - Cajamarca-Cañaris
        - Cajamarca-Quechua [qvc] (Peru)
        - Lambayeque-Quechua (Inkawasi-Kañaris) [quf] (Peru)

    - Quechua II b = Chinchay (Kichwa) (14)
      - Chachapoyas-Quechua [quk] (Peru)
      - Kichwa von Nordperu (Peru)
        - Quechua, Napo Lowland [qvo] (Peru)
        - Quechua, Southern Pastaza [qup] (Peru)
        - Quechua, San Martín [qvs] (Peru) (Lamas-Quechua, mit Ucayali-Quechua)

      - Kichwa von Ecuador und Kolumbien (Kreol-Quechua)
        - Inga [inb] (Kolumbien): siehe Inga-Kichwa
        - Inga, Jungle [inj] (Kolumbien): siehe Inga-Kichwa
        - Quichua, Tena Lowland [quw] (Ecuador)
        - Quichua, Northern Pastaza [qvz] (Ecuador)
        - Quichua, Calderón Highland [qud] (Ecuador)
        - Quichua, Chimborazo Highland [qug] (Ecuador)
        - Quichua, Imbabura Highland [qvi] (Ecuador)
        - Quichua, Loja Highland [qvj] (Ecuador): Saraguro
        - Quichua, Salasaca Highland [qxl] (Ecuador)
        - Quichua, Cañar Highland [qxr] (Ecuador)

    - Quechua II c = Südliches Quechua (10)
      - Chanka-Quechua (Ayacucho-Quechua, Quechua Ayacuchano) [quy] (Peru)
      - Qusqu-Qullaw-Quechua (Quechua Cusco-Collao)
        - Quechua, South Bolivian [quh] (Bolivia): siehe Quechua in Bolivien
        - Quechua, North Bolivian [qul] (Bolivia): siehe Quechua in Bolivien
        - Cusco-Quechua [quz] (Peru)
        - Quechua, Eastern Apurímac [qve] (Peru)
        - Quechua, Puno [qxp] (Peru)
        - Quechua, Arequipa-La Unión [qxu] (Peru)
        - Quechua, Chilean [cqu] (Chile)

      - Argentinisches Quechua (Quichua von Santiago del Estero) [qus] (Argentinien)
      - Klassisches Quechua [qwc] (historisch in Peru; kann als historische Entwicklungsstufe an die Seite von quy oder quz gestellt werden)

### Wortbeispiele
|           | Standard des südlichen Quechua | Ayacucho | Cusco  | Bolivien | Ecuador | Cajamarca | San Martín | Junín  | Ancash |
| „zehn“    | chunka                         | chunka   | chunka | chunka   | chunga  | trunka    | chunka     | trunka | chunka |
| „süß“     | misk'i                         | miski    | misk'i | misk'i   | mishki  | mishki    | mishki     | mishki | mishki |
| „er gibt“ | qun                            | qun      | qun    | qun      | kun     | qun       | kun        | un     | qun    |
| „eins“    | huk                            | huk      | huq    | uh       | shuk    | suh       | suk        | huk    | huk    |
| „weiß“    | yuraq                          | yuraq    | yuraq  | yuraq    | yurak   | yuraq     | yurak      | yulaq  | yuraq  |

### Sprache oder Sprachfamilie – Wie viele Schriftsprachen?
Der Streit, ob es sich beim Quechua um eine Sprache mit vielen unterschiedlichen Dialekten oder um eine Sprachfamilie handelt, und wie viele Sprachen diese Sprachfamilie gegebenenfalls umfasst, ist aufgekommen, als durch die Feldforschungen des 20. Jahrhunderts deutlich wurde, dass sich die Varietäten des Quechua teilweise sehr stark voneinander unterschieden.
Die Beurteilung dieser Frage ist auch abhängig davon, ob man von sprachimmanenten strukturellen oder von soziolinguistischen und im weitesten Sinne identitären Kriterien ausgeht und welchen Standpunkt man zur Kodifizierung von Standardvarietäten des Quechua einnimmt. Es gibt dazu höchst unterschiedliche Standpunkte, die von der Position der Academia Mayor de la Lengua Quechua in Cusco, dass es nur eine Sprache Quechua gebe und alle Sprecher derselben das heutige Quechua der Stadt Cusco (also keine Ausgleichsvariante wie etwa das Südliche Quechua) mit all seinen regionalen, neu entstandenen Besonderheiten als Schriftsprache akzeptieren sollten, bis zur Position des Summer Institute of Linguistics (SIL International) reichen, das 46 eigenständige Sprachen innerhalb der Quechua-Sprachfamilie unterscheidet.
Auf Grund der Tatsache, dass sich Sprecher zum Beispiel von Wanka und Qusqu-Qullaw nicht in ihren eigenen Sprachen verständigen können, wird der Ein-Sprachen-Standpunkt nur von sehr wenigen vertreten. Mit seiner Auffassung, so nahe miteinander verwandte Dialekte wie zum Beispiel „Quechua, Cusco“ [quz] und „Quechua, Eastern Apurímac“ [qve] als eigenständige Sprachen voneinander zu trennen, steht allerdings auch SIL International praktisch allein da und wird darum von Vertretern indigener Organisationen, insbesondere der ecuadorianischen ECUARUNARI, heftig angegriffen mit dem Vorwurf, es wolle die indigenen Völker spalten.
Das peruanische Erziehungsministerium legte 1975 sechs regionale Varianten fest und ließ für diese Wörterbücher und Grammatiken anfertigen: Cusqueño bzw. Cusco-Collao (Qusqu-Qullaw), Ayacuchano (Chanka), Huanca (Wanka), Ancashino (Ankash), Cajamarca-Cañaris und San Martín (Lamas-Quechua). Allerdings sind die Abweichungen zwischen Qusqu-Qullaw und Chanka (96 % lexikalische Übereinstimmung) geringer als die Unterschiede etwa innerhalb des Ancashino, zwischen Waylla Wanka und Shawsha Wanka oder zwischen Cajamarca und Cañaris (94 % lexikalische Übereinstimmung zwischen den letztgenannten beiden). Jüngste Entwicklungen bei der Verschriftung laufen auf die Entstehung einiger weniger Schriftsprachen hinaus.
Drei Schriftsprachen bzw. orthographische Regionalstandards mit mehr als nur lokaler Bedeutung haben sich schon mehr oder weniger etabliert:
- Kichwa von Ecuador (für ganz Ecuador, auch in Kolumbien verständlich) – gehört zu Quechua II b.
- Südliches Quechua (Chanka, Qusqu-Qullaw in Peru und Bolivien, theoretisch auch Argentinien) – das gesamte Quechua II c. In der Praxis existieren derzeit drei einander sehr ähnliche Sprachvarianten: Chanka (Peru), Qusqu-Qullaw (Peru) und Quechua in Bolivien.
- Ancash-Quechua (in Zentral-Peru) – gehört zu Quechua I.

Alle weiteren Quechua-Schriftsprachen betreffen ausschließlich Peru. Einige kleinere, lokale schriftsprachliche Quechua-Varianten werden zumindest ansatzweise bereits im Schulbereich verwendet:
- Kichwa von Nordperu (San Martín, Loreto) – gehört zu Quechua II b
- Cajamarca-Quechua (in Chetilla und Porcón bei Cajamarca) – gehört zu Quechua II a
- Inkawasi-Kañaris (Lambayeque) – gehört zu Quechua II a (mit einigen Elementen von Quechua I)
- Wanka (in Süd-Junín) – gehört zu Quechua I
- Yaru (in Nord-Junín und Pasco) – gehört zu Quechua I
- Huánuco-Quechua (in Süd-Junín) – gehört zu Quechua I

Es könnten sich auch noch weitere Schriftsprachen bzw. Standards entwickeln, zum Beispiel Shawsha Wanka (Jauja; gehört zu Quechua I), Chachapoyas-Quechua (gehört zu Quechua II) oder Yauyos-Quechua (Zwischenstellung zwischen Quechua I und Quechua II), die alle drei allerdings fast ausgestorbene Varianten repräsentieren. Möglich ist aber auch die Integration dieser Varianten in die vorgenannten Standards.

## Geschichte

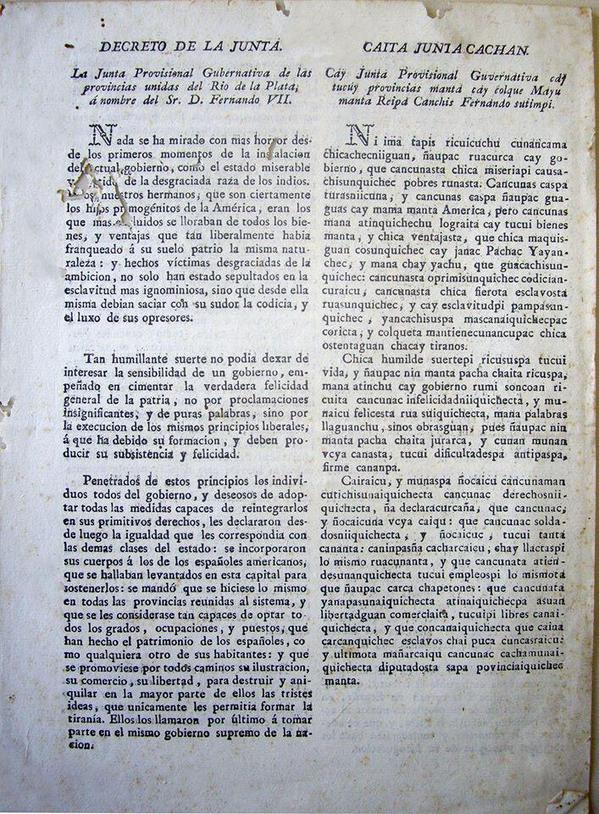
Erklärung über die Gleichheit der Indigenen, Vereinte Provinzen Río de la Plata, 1811, links Spanisch, rechts Quechua

Untersuchungen der Sprachwissenschaftler Torero und Parker in den 1960er Jahren zeigten, dass es im Raum Lima den größten Variationsreichtum an Dialekten gibt bzw. gab. Deshalb wird dort, im Gegensatz zu früheren Annahmen, der Ursprung der Quechua-Sprache vermutet. In mehreren Wellen im Laufe des vergangenen Jahrtausends breitete sie sich aus, in das Gebiet von Cuzco und Bolivien wohl sogar erst im 15. und 16. Jahrhundert. Dabei wurden Sprachen der Aymara-Sprachfamilie verdrängt.
Bereits vor über tausend Jahren spaltete sich das Proto-Quechua zunächst in zwei Sprachen (s. g. zentrales und peripheres Quechua oder Quechua I und II), später in viele Varianten bzw. verwandte Sprachen auf. Quechua – genauer gesagt vermutlich eine Variante, die dem heutigen Quechua von Ayacucho stark ähnelte – war zumindest in der Zeit vor der Conquista Staatssprache im Inka-Reich (lengua general), bis ins 15. Jahrhundert war dies jedoch wahrscheinlich Aymara gewesen.
Seine größte Verbreitung erlangte das Quechua zwischen 1500 und 1700, als es in vielen verschiedenen Varianten zwischen Zentralargentinien und dem südlichen Kolumbien mit Unterbrechungen im gesamten Andenraum gesprochen wurde. Es gab allerdings einige Gebiete der Anden, in denen es sich nie durchsetzte: so im noch heute vorhandenen Aymara-Sprachgebiet am Titicaca-See und südlich davon sowie in Teilen Nordperus (Nord-Ancash, La Libertad, Teile des Departements Cajamarca, wo bis ins 20. Jahrhundert unter anderem Culli gesprochen wurde). An der Küste wurde Quechua insbesondere im Raum Lima gesprochen, jedoch nie an der nordperuanischen Küste, wo sich Varianten des Mochica bis Anfang des 20. Jahrhunderts hielten. Auch die Missionstätigkeit begünstigte die Ausbreitung des Quechua, das in der frühen Kolonialzeit noch die Rolle der „Lengua general“ innehatte. Erst mit dem Ende der Kolonialzeit, stärker noch ab der Zeit der unabhängigen Republiken, die von Kreolen (Weißen) regiert wurden, sank das Prestige der Sprache, die seitdem durch das Spanische immer mehr aus dem öffentlichen Leben verdrängt wurde.
Heute besteht eine Situation, in der viele Quechua-Dialekte, insbesondere im Norden Perus, vom Aussterben bedroht sind und Quechua, genauer gesagt die „großen“ Varianten Qusqu-Qullaw, Chanka (Ayakuchu) und Ankash, nur noch im ländlichen Raum der Anden südlich ab Huancavelica bis zur bolivianisch-argentinischen Grenze, in Teilen von Ancash sowie (nördliche Dialektgruppe „Kichwa“) in einigen Sprachinseln in Amazonien und den ecuadorianischen Anden allgemeine Alltagssprache ist.

### Verwendung in der Schule
Seit der Einrichtung eines breit angelegten Schulwesens durch die Staaten Lateinamerikas war das erklärte Ziel der Regierungen, die indigene Bevölkerung zu hispanisieren (castellanización). Spanisch war deshalb die einzige Unterrichtssprache. Quechua diente entweder nur als Hilfssprache zur bloßen Verständigung, oder es war in manchen Regionen sogar in der Schule verboten.
In Peru erklärte Präsident Juan Velasco Alvarado 1975 Quechua zu einer „offiziellen Sprache der Republik“. Daraufhin wurde Quechua erstmals als Unterrichtsfach in Schulen eingeführt, allerdings zunächst nur als Zweit- bzw. Fremdsprache für Spanischsprachige in Lima. Dieser Schritt stieß auf starken Widerstand und rassistische Vorbehalte. Auf Veranlassung der peruanischen Regierung wurden für sechs von ihr anerkannte regionale Quechua-Varianten – Ancash-Huaylas, Ayacucho-Chanca, Cusco-Collao, Junín-Huanca, Cajamarca-Cañaris und San Martín – Wörterbücher und Grammatiken erstellt. Nach dem Sturz Velascos endeten zunächst praktisch alle Quechua-Schulversuche. Anfang der 1980er Jahre kam es zu einem regionalen Projekt zur Verwendung von Quechua und Aymara im peruanischen Departement Puno mit Unterstützung der deutschen Gesellschaft für Technische Zusammenarbeit (GTZ), welches jedoch nur auf Druck der deutschen Seite weitergeführt wurde.
Seit den 1990er Jahren gibt es auf internationaler Ebene Vereinbarungen lateinamerikanischer Länder zur so genannten interkulturellen zweisprachigen Erziehung (Educación Intercultural Bilingüe) IZE (spanisch EIB). In Ecuador und Bolivien, seit wenigen Jahren auch in Peru, ist die IZE in der Primarstufe ein fester Bestandteil des Erziehungswesens geworden, ohne jedoch bisher auch nur die indigene Bevölkerung flächendeckend zu versorgen. Sie beschränkt sich derzeit noch – von Ausnahmen abgesehen – auf die ländliche quechua- und aymarasprachige Bevölkerung und bezieht nicht in umgekehrter Weise die Spanischsprachigen bzw. die Städte mit ein. Dies gilt auch für die weitergehende Förderung des Quechua als gleichberechtigte Sprache in der Mittel- und Oberstufe. Tatsächlich kann das Quechua auch in der Schule nur dann erfolgreich sein, wenn seine Verwendung im modernen Berufsleben notwendig und selbstverständlich ist.
Vielfach gibt es Vorbehalte von Eltern, die fürchten, dass ihre Kinder nicht gut genug Spanisch lernen (welches sie später im Beruf brauchen), wenn sie in ihrer Muttersprache alphabetisiert werden. Wissenschaftliche Untersuchungen zeigen, dass das Gegenteil der Fall ist. Dieser tatsächliche bessere Erfolg der Schüler wie auch das subjektive bessere Empfinden haben derartige Vorbehalte teilweise verstummen lassen.
Bei der EIB wird im ersten Schuljahr Lesen und Schreiben nur in der indigenen Sprache gelehrt. Im zweiten Schuljahr kommt das Erlernen der spanischen Rechtschreibung dazu. Ab dem dritten Schuljahr nimmt der Anteil des spanischsprachigen Unterrichts zu, und die Fächer werden sowohl auf Quechua als auch auf Spanisch unterrichtet. Interkulturell soll der Unterricht in der Hinsicht sein, dass er inhaltlich auf die indigene Kultur ausgerichtet ist und zusätzlich Aspekte der europäischen („weißen“) Kultur gelernt werden, es also keine einfache „Übersetzung“ des traditionellen eurozentrischen Bildungskonzepts ist.
Anfängliche Ansätze zweisprachigen Unterrichts in Lateinamerika waren in erster Linie auf eine Optimierung des Spanischlernens ausgerichtet. Die EIB soll jedoch zum Ziel haben, die Quechua-Sprache wie die indigene Kultur überhaupt aufzuwerten und so ihren Bestand zu sichern. In einigen Fällen geht es auch um das Wiedererlernen des Quechua, so etwa bei den Quechuas Lamistas in Peru oder den Saraguros in Ecuador.
In Ecuador gibt es eine Reihe zweisprachiger Schulen mit Kichwa, die in eigener Verantwortung der indigenen Gemeinden geführt werden.
In Bolivien ist der „Bildungsrat der Quechua-Nation“ (Consejo Educativo de la Nación Quechua, CENAQ) auf nationaler Ebene für den Quechua-Unterricht zuständig. Die EIB erfasst hier bisher etwa die Hälfte der Quechua-Bevölkerung. Das Gesetz zur Bildungsreform in Bolivien von 1994 (Ley 1565) legte in Artikel 9 zwei sprachliche Modalitäten fest: Einsprachig auf Spanisch mit Erlernen einer indigenen Sprache (als Fach, für Spanischsprachige) sowie zweisprachig mit der indigenen Sprache als Erstsprache und Spanisch als Zweitsprache. Das unter Evo Morales am 20. Dezember 2010 verabschiedete Gesetz Ley educativa 070 "Avelino Siñani - Elizardo Pérez" bestimmt dagegen im Artikel 7, dass in Bevölkerungsteilen und Gemeinden mit indigener Muttersprache obligatorisch die erste Sprache in der Schule die indigene und die zweite die spanische, bei spanischer Muttersprache die erste Sprache die spanische und die zweite die in der Region gesprochene indigene sein müsse. Bolivien stellt mit dem obligatorischen Lernen einer indigenen Sprache in der Schule eine Ausnahme in Lateinamerika dar. Mangels geeigneter Lehrer ist 2016 die Bestimmung in den Städten noch nicht überall durchgesetzt, doch sollen durch Ausbildung entsprechender Lehrkräfte bis 2018 alle Schulen Boliviens erreicht sein. Darüber hinaus müssen in Bolivien seit einigen Jahren alle Staatsangestellten neben dem Spanischen eine indigene Sprache beherrschen, in den quechuasprachigen Gebieten Quechua. Auch im Fernsehen werden Quechua und Aymara zunehmend verwendet. Für den Erhalt des Quechua sind dies nach Einschätzung der Linguistin Rosaleen Howard (2014) wichtige Voraussetzungen, da EIB allein noch keinen hinreichenden Anreiz zu dessen Verwendung bietet. Die Linguistin Inge Sichra aus Cochabamba beklagte allerdings im Mai 2016 auf einer Konferenz in Peru, dass die IZE als Thema in Bolivien (nicht zu verwechseln mit dem bloßen Fachunterricht in der indigenen Sprache) auf dem Rückzug sei. Am 26. November 2016 beschloss der „Erste Kongress der Quechua-Nation“ (Qhichwa Suyup Kawsayninmanta Simikamaymanta Ñawpaq Jatun Tantakuy) mit 400 quechuasprachigen Delegierten unter Vorsitz des Generalexekutivkoordinators des Instituts für Quechua-Sprache und Kultur "Tomás Katari" (“Tumas Katari Kurusa Llawi” Qhichwa Runa Simi Kawsay Jatun Wasi) in Cochabamba, Gualberto Quispe mit 90 % Zustimmung, das neue Wörterbuch Puraq Simipirwa des Linguisten Teófilo Laime Ajacopa als lexikalische und orthographische Grundlage für einen einheitlichen Quechua-Schriftstandard in Bolivien zu verwenden. Dieses verwendet das am 9. Mai 1984 unter Hernán Siles Zuazo (DS 20227) offizialisierte Quechua-Alphabet mit 3 Vokalen und 25 Konsonanten.
In Peru wurden im Lauf der 2000er Jahre – neben anderen indigenen Sprachen – im Auftrag des Bildungsministeriums Schulmaterialien in der amtlichen Rechtschreibung für die drei größeren Varianten des Quechua erarbeitet – Qusqu-Qullaw, Chanka, Anqash, aber auch die beiden Varianten Inkawasi-Kañaris und Lamas-Quechua – und an einigen Schulen in der EIB verwendet. Als eine Wende in der Sprachenpolitik Perus wird die 2011 erfolgte Verabschiedung des „Gesetzes, das Gebrauch, Schutz, Entwicklung, Wiedererlangung, Förderung und Verbreitung der ursprünglichen Sprachen Perus regelt“ (Ley Nº 29735: Ley que regula el uso, preservación, desarrollo, recuperación, fomento y difusión de las lenguas originarias del Perú) gesehen, das von der quechuasprachigen Kongressabgeordneten María Sumire initiiert und maßgeblich formuliert worden war. Mit diesem Gesetz haben Indigene und somit auch die Quechua erstmals in der Geschichte Perus einen Anspruch auf interkulturelle zweisprachige Erziehung, wobei sowohl die Sprache als auch die Selbstzuschreibung als Indigene Kriterium für die Anwendung sein können. Dieses Recht auf IZE erstreckt sich auch auf Sekundarschulen und höhere Bildung. Auf dieser Grundlage sind auch Schulen für IZE zur Wiedererlangung der indigenen Sprache eingerichtet worden, so dass beispielsweise im Sprachgebiet des Lamas-Quechua und Cajamarca-Quechua sowie in größeren Städten Schüler, die bereits mit Spanisch aufgewachsen sind, das Quechua als Zweitsprache der Schüler lernen. 2013 sind in ganz Peru 15781 Schulen als Träger für interkulturelle zweisprachige Erziehung mit Quechua als Muttersprache oder Zweitsprache anerkannt. Dieses Angebot richtet sich jedoch weiterhin nur an die Indigenen und nicht auch umgekehrt an die Spanischsprachigen zum bikulturellen und zweisprachigen Lernen. Auch werden nicht alle Quechua-Sprecher erreicht; so gibt es keine IZE mit Yauyos-Quechua (Provinz Yauyos) oder Chachapoyas-Quechua (Departamento Amazonas).
Auf Grundlage dieses Sprachen-Gesetzes sind nunmehr folgende Varianten des Quechua in Peru anerkannt:
- Qusqu-Qullaw (Qullaw qichwa),
- Chanka-Quechua (Chanka qichwa),
- Wanka-Quechua (Wanka qichwa),
- Ancash-Quechua (Anqash qichwa),
- Yaru-Quechua (Yaru qichwa),
- Huánuco-Quechua (Wanuku qichwa),
- Cajamarca-Quechua (Kashamarka qichwa),
- Inkawasi-Kañaris (Inkawasi-Kañaris qichwa),
- Kichwa von Nordperu (Kichwa) unter Einschluss des Lamas-Quechua.

Die Region Apurímac hat einen ehrgeizigen Plan zur „Generalisierung des Quechua“ (Lliwllapaq Runasimi, Quechua para todos) mit der Laufzeit von 2008 bis 2021 entworfen, der weit über die EIB hinausgeht und alle Bereiche des öffentlichen Lebens betreffen soll. Die Regionalregierung von Cusco legte 2007 in einer Regionalverordnung obligatorischen Quechua-Unterricht in allen Stufen des Bildungssystems sowie verpflichtende Grundkenntnisse in Quechua für „jede Behörde und jeden öffentlichen Bediensteten“ fest. Noch 2013 wird jedoch von einer Missachtung dieser Verordnung und einer Diskriminierung quechuasprachiger Patienten durch einsprachig spanischsprachiges Personal in Krankenhäusern der Region Cusco berichtet. Andere sehen im Zusammenhang mit seit den 2010er Jahren zunehmenden Anforderungen an Quechua-Kenntnisse für Beschäftigungsverhältnisse im südlichen Peru ein wieder steigendes Interesse junger Menschen am Quechua.
2019 wurde an der San-Marcos-Universität in Lima von Roxana Quispe Collantes erstmals eine Dissertation auf Quechua geschrieben und verteidigt.
In Argentinien gab es im Jahre 2005 – trotz vieler Diskussionen darum – keine EIB mit Quechua an öffentlichen Schulen – weder im Sprachgebiet von Santiago del Estero noch bei Immigranten. Obwohl IZE seit 2006 in Gegenden Argentiniens mit indigener Sprache gesetzlich vorgeschrieben ist, wird auch 2015 von einer kaum entwickelten IZE in Argentinien gesprochen. 2014 wurden Forderungen bolivianischer Immigranten in Argentinien, die ihre Kinder auf Quechua groß zogen, nach Quechua-Unterricht in der Schule laut. In einer Schule in Treorky (Gemeinde Trelew), einem von walisischen Einwanderern gegründeten Ort, in dem nunmehr 93 % der Schüler bolivianischer Abstammung waren, wurde 2015 an einem Projekt für die Einführung von Quechua gearbeitet.

### Positive Quechua-Identität als Bedingung für Spracherhalt
Unter den Sprechern der Quechua-Sprache in Peru, Bolivien, Ecuador, Kolumbien, Chile und Argentinien gibt es bisher kaum eine gemeinsame Identität. Nicht nur mangelnde Spanischkenntnis, sondern der Gebrauch der indigenen Sprache überhaupt ist außerhalb der Dorfgemeinschaft oft noch heute durch rassistische Vorurteile Spanischsprachiger stigmatisiert. Seit den 1980er Jahren formierte sich hiergegen in Ecuador eine Bewegung der Indigenen mit der Dachorganisation der Kichwa-Völker in Ecuador, ECUARUNARI (Ecuador Runakunapak Rikcharimuy), und in ähnlicher Form auch in Bolivien, während in Peru der bewaffnete Konflikt mit seinem Klima der Angst und dem Hass auf das Indigene als potentiellen Feind (möglichen Unterstützer der maoistischen Guerilla) dies nicht zuließ. Auf Grund der politischen Gewalt, aber wie in anderen Ländern auch aus sozioökonomischen Gründen gab es eine verstärkte Landflucht. Die Migranten in die Städte gaben in der Regel ihre indigene Identität und Sprache auf. Auch in den Kleinstädten ist das Quechua durch Zuwanderung Weißer einem Assimilationsdruck ausgesetzt. So bezeichnet das „Nationale Dokument der ursprünglichen Sprachen Perus“ von 2013 die Situation des Quechua in der Region Cusco in den meisten Distrikthauptstädten als bedroht, in den Provinzhauptstädten und der Stadt Cusco gar als ernsthaft bedroht. Die Bedeutung einer positiven indigenen Identität für den Spracherhalt wird zunehmend diskutiert. Großstädte, zu denen es in Bezug auf Quechua Forschungsprojekte gegeben hat, sind in Peru Huamanga/Ayacucho und in Bolivien Cochabamba. Bei der Förderung einer positiven Quechua-Identität als Voraussetzung für eine zukünftige Weitergabe der Sprache scheinen beispielsweise in der Stadt Ayacucho die von Frauen (unter ihnen Tarcila Rivera Zea) gegründete Organisation Chirapaq („Regenbogen“ oder auch „Regen von Sternschnuppen“) und die mit ihr verbundene Jugendorganisation Ñuqanchik („Wir“) eine Schlüsselrolle zu spielen. Jugendliche im Umfeld dieser Gruppe äußerten 2014 den Willen, das Quechua an ihre Nachkommen weiterzugeben; andere, die kein Quechua von den Eltern gelernt hatten, eigneten sich dieses später an. Bei vielen Menschen ohne eine solche Identifikation sahen sie aber diesen Willen nicht. Eine Studie von 2006 über die von Indigenen der Region Cajamarca getragene Regionale Akademie der Quechua-Sprache in Cajamarca (ARIQC) kommt zu dem Ergebnis, dass die Wiederaneignung der diskriminierten und in den Hintergrund gedrängten indigenen Sprache die Zurückweisung einer aufgezwungenen herabwürdigenden Identität bei gleichzeitiger Herausbildung einer neuen, positiven indigenen Quechua-Identität bedeute, und sieht dies in der Tradition eines jahrhundertealten kulturellen Widerstands.

### Entwicklung der Sprecherzahlen
In Peru, Bolivien und Ecuador sprach noch Anfang des 20. Jahrhunderts eine Mehrheit Quechua bzw. Quechua oder Aymara, was in den Anden auch für Städte galt. Seitdem nahm der Quechua- und Aymara-Anteil stetig und rasch ab. Laut offiziellen Zahlen des Census 1940 waren in der Stadt Ayacucho nur 4 % und in der Stadt Cusco 10 % der Bevölkerung einsprachig spanischsprachig, während die anderen Stadtbewohner entweder nur oder zumindest auch Quechua sprachen. Nach diesem Census 1940 sprachen in ganz Peru 31,1 % nur Quechua und 15,6 % Quechua und Spanisch; laut Census 1961 waren es 16,9 % und 15,7 %, 1972 waren es 11,1 % und 14,6 %, und 1981 waren es 7,6 % und 14,2 %, während der Anteil der einsprachig Spanischsprachigen von 46,7 % über 60,0 % und 71,4 % auf 73,0 % gestiegen war. Diese Entwicklung wie beim Quechua verlief auf entsprechen niedrigerem Niveau beim Aymara proportional.
Ab 1993 wurde in den Zählungen nur noch die Sprache erhoben, in der Sprechen gelernt wurde. Beim Census 1993 waren die Zahlen für Quechua 3.177.938 Personen oder 16,6 %, beim Census 2007 3.261.750 oder 13,2 %. Damit war bei einer nur sehr geringen absoluten Zunahme (im Falle des Aymara sogar einer leichten Abnahme) der Anteil der Quechua-Sprecher abermals deutlich gesunken. Bei der Volkszählung in Peru 2017 wurde erstmals neben der Muttersprache auch die ethnische Identität (Selbstzuschreibung) erhoben. 3.735.682 Menschen oder 13,9 % gaben Quechua als ihre erste Sprache an, womit erstmals bei einem Census eine geringfügige Zunahme des Anteils verzeichnet wurde. Allerdings bezeichneten sich 5.176.809 Personen ab 12 Jahren oder 22,3 % in Peru als Quechua, deutlich mehr als die Sprecherzahl. Die erstmalige leichte Zunahme der Sprecherzahl wie auch die hohe Bereitschaft, sich als Quechua zu identifizieren, wurde als überraschend aufgefasst. Dabei wurden einige Provinzen beziehungsweise Distrikte in den Regionen Cusco, Ayacucho, Apurimac, Huancavelica und Puno, aber auch im Osten von Ancash als mit einem konstant hohen Sprecheranteil festgestellt. Auf regionaler Ebene verzeichneten Puno und Cusco eine deutliche Zunahme, Ancash, Apurimac und Ayacucho dagegen eine leichte Abnahme. Die aufgekommene Frage der ethnischen Selbstzuschreibung wird als möglicher Faktor gesehen, der auch die linguistische Selbstzuschreibung begünstigt. Ebenso können unter den ethnischen Quechua viele Zweitsprachler angenommen werden.

## Lautsystem (Phonologie)
Unter den verschiedenen Quechua-Varianten gibt es einige bedeutende Unterschiede in der Phonologie. Zunächst werden die Verhältnisse bei der meistverbreiteten Variante Qusqu-Qullaw (gesprochen in Cusco, Puno, Teilen von Apurímac und in Bolivien) beschrieben, im Anschluss Unterschiede bei anderen Varianten.

### Vokale
Quechua hat nur drei Vokale im Sinne von Phonemen: [a], [i] und [u] (ähnlich wie klassisches Arabisch). Einsprachige sprechen diese in der Regel aus als [æ ɪ ʊ], obwohl sie auch wie die spanischen Vokale [a i u] ausgesprochen werden können. In Nachbarschaft zu den uvularen Konsonanten [q], [q'] und [qʰ] werden sie mehr wie [ɑ], [ɛ] und [ɔ] gesprochen. Diese nur von den Uvularen bedingten Allophone wurden in der inzwischen nicht mehr offiziellen 5-Vokal-Orthographie mit „e“ und „o“ wiedergegeben, was in Grenzfällen zu erheblicher Verwirrung führte. Heute wird darum (außer in Lehnwörtern) nur noch „a, i, u“ geschrieben.

### Konsonanten
|               | Labial | Alveolar | Palatal | Velar | Uvular | Glottal |
| ------------- | ------ | -------- | ------- | ----- | ------ | ------- |
| Plosive       | p      | t        | tʃ      | k     | q      |         |
| Frikative     |        | s        |         |       |        | h       |
| Nasale        | m      | n        | ɲ       |       |        |         |
| Laterale      |        | l        | ʎ       |       |        |         |
| Vibranten     |        | ɾ        |         |       |        |         |
| Approximanten | w      |          | j       |       |        |         |

Die Buchstaben des nunmehr in Peru offiziellen Alphabets entsprechen dem Internationalen Phonetischen Alphabet, abgesehen von den Palatalen [tʃ ɲ ʎ j], die als „ch ñ ll y“ geschrieben werden.
Die Plosive und Frikative sind immer stimmlos; Stimmhaftigkeit ist im Stammvokabular des Quechua nicht phonemisch. In der Variante Qusqu-Qullaw – anders als in allen anderen Quechua-Varianten, jedoch so wie in Aymara, woher diese Besonderheit wahrscheinlich stammt – hat jeder Plosiv drei Formen: einfach, ejektiv und aspiriert (gehaucht), zum Beispiel:
| einfach | ejektiv | aspiriert |
| ------- | ------- | --------- |
| p       | p′      | ph        |
| t       | t′      | th        |
| tʃ      | tʃ′     | tʃh       |
| k       | k′      | kh        |
| q       | q′      | qh        |

In sämtlichen zentralen und nördlichen Varianten des Quechua (vom Departement Junín an nördlich) gibt es zudem den postalveolaren Frikativ [⁠ʃ⁠] (geschrieben „sh“, von Linguisten auch [š], entspricht deutschem sch), der in den südlichen Varianten mit [s] zusammengefallen ist. Der Laut [⁠ʃ⁠] taucht auch in manchen Gegenden des Qusqu-Qullaw wieder auf, hat sich dort jedoch aus [tʃk] („chk“) bzw. [sj] („sy“) entwickelt (so wird er auch im offiziellen Alphabet wiedergegeben) und hat somit etymologisch nichts mit dem ursprünglichen Quechua-Laut [⁠ʃ⁠] zu tun.
In den Dialekten von Junín, Cajamarca und Lambayeque gibt es außerdem noch das retroflexe [ĉ] (gesprochen ähnlich wie ein englisches „tr“), ein ursprünglicher Quechua-Laut, der in den anderen Varianten mit [⁠tʃ⁠] („ch“) zusammengefallen ist.

### Einfluss des Spanischen
Etwa 30 % des modernen Quechua-Wortschatzes stammen aus dem Spanischen, und einige spanische Laute (zum Beispiel f, b, d, g) dürften phonemischen Charakter bekommen haben, auch bei einsprachigen Quechua-Sprechern. Dasselbe gilt zunehmend für die Unterscheidung der Vokale o-u und e-i bei spanischen Lehnwörtern (so zum Beispiel: karo aus dem Spanischen caro = „teuer“, Quechua karu = „weit“).

## Schrift und Schreibweise
Vor der Ankunft der Europäer existierte keine Buchstabenschrift für das Quechua. Inwieweit die zur Zeit des Inkareiches gebräuchlichen Quipu (Khipu, Knotenschnüre), die in erster Linie Inventarlisten von Vorratslagern oder ähnliches darstellten, als eine Vorform einer Ganz-Wort-Schrift aufgefasst werden können, ist umstritten.
Seit der spanischen Kolonialzeit wurde das lateinische Alphabet zur Wiedergabe des Quechua verwendet, wobei sich der Lautwert der Buchstaben zunächst meist am spanischen Vorbild orientierte. 1560 schrieb Domingo de Santo Tomás die erste Grammatik für eine Quechua-Variante an der Küste bei Lima, auf deren Grundlage lange Zeit an der Universität von Lima gelehrt wurde. 1607 und 1608 veröffentlichte Diego González Holguín Wörterbuch und Grammatik für das Quechua (von ihm „Quichua“ genannt) von Cuzco, die für die nachfolgenden kolonialen Quechua-Texte maßgeblich waren.
Eine einheitliche Rechtschreibung gab es bis ins 20. Jahrhundert nicht. Geschrieben wurde nach spanischer Orthographie, die die Lautwerte des Quechua nur sehr unvollkommen wiedergab. Im Laufe des 20. Jahrhunderts wurden mehrere konkurrierende Entwürfe für eine Rechtschreibung des Quechua in lateinischen Buchstaben vorgelegt.
In Peru legte 1975 die Regierung von Juan Velasco Alvarado ein amtliches Alphabet (Alfabeto Oficial) mit sechs regionalen Varianten fest, welches als neue Buchstaben unter anderen w, k und q enthielt, so dass die Laute des Quechua [w], [k] und [q] erstmals exakt wiedergegeben werden konnten. Gehauchte Plosive wurden durch Anhängen von h, ejektive Plosive durch Anhängen von Apostroph ausgedrückt. Im Wesentlichen gilt dieses Alphabet bis heute. In Anlehnung an die spanische Schreibweise wurden jedoch noch die fünf Vokale a, e, i, o, u verwendet. Diese Form des Alphabets wird bis heute von der Academia Mayor de la Lengua Quechua (AMLQ) in Cusco propagiert. In Bolivien wurde parallel ein sehr ähnlicher offizieller Standard entwickelt, bei dem jedoch „j“ an Stelle von „h“ sowie von „k“ und „q“ am Silbenende verwendet wurde. In Argentinien etablierten sich gleich zwei verschiedene Schreibweisen: die von Tucumán / Jujuy und die von Santiago del Estero.
Die amtlichen Rechtschreibungen Perus und Boliviens wurden einander in den achtziger Jahren angeglichen, außerdem wurde offiziell in beiden Ländern die 5-Vokal-Schreibweise 1985 durch die 3-Vokal-Schreibweise abgelöst, da diese der Phonologie des Quechua näher kommt. Statt „e“ und „o“, welche immer nur in Nachbarschaft von „q“ vorkamen, wird nunmehr „i“ bzw. „u“ geschrieben. Als Unterschied zwischen beiden Ländern bleibt noch das Zeichen für den Lautwert [h], der in Peru mit „h“ und Bolivien mit „j“ wiedergegeben wird. In Ecuador wurde die am Spanischen orientierte Rechtschreibung gleichfalls durch eine an Peru und Bolivien angelehnte Schreibweise ersetzt, wobei die Phonetik des ecuadorianischen Kichwa deutlich von Peru und Bolivien abweicht. In Argentinien steht allerdings eine Übernahme des neuen Quechua-Alphabets noch aus.
Die moderne Quechua-Rechtschreibung wird bis heute von einigen Einrichtungen, darunter die AMLQ und Vertreter von SIL International, mit dem Argument kritisiert, dass das offizielle Alphabet für Personen, die auf Spanisch Lesen und Schreiben gelernt haben, schwieriger zu begreifen sei. Dem wird allerdings entgegengehalten, dass die moderne Schreibung die Quechua-Phonologie perfekt wiedergibt. Bezüglich der Kontroverse um die Vokalwiedergabe wird auf Studien verwiesen, die zeigen, dass Alphabetisierung in Quechua mit dem 5-Vokal-System später zu stärkeren Leseschwierigkeiten im Spanischen führt als bei Alphabetisierung mit dem 3-Vokal-System.
Die Regionalregierung von Cusco erkannte 2007 das Cusco-Quechua als fünfvokalige und deshalb „vollständige“ Sprache der „großen Inka-Nation“ an. Gleichzeitig werden obligatorischer Quechua-Unterricht in allen Stufen des Bildungssystems sowie verpflichtende Grundkenntnisse in Quechua für „jede Behörde und jeden öffentlichen Bediensteten“ bestimmt. Auf gesamtstaatlicher Ebene war das von der AMLQ propagierte 5-Vokal-Rechtschreibsystem übergangsweise auf experimenteller Basis zugelassen (Resolución Directoral Nr. 155-2007), doch ist seit 2013 das 3-Vokal-System des Qusqu-Qullaw vorgeschrieben (Resolución Directoral Nr. 282-2013-ED als Bestätigung der Ministerialverfügung Nr. 1218–1985-ED).
Zu beachten ist, dass in der Öffentlichkeit, besonders bei geographischen Namen auch ältere, an der spanischen Orthographie orientierte Schreibweisen noch bis heute üblich sind. So werden bekanntere Namen wie Wayna Pikchu, Saksaywaman und Qurikancha auch als Huayna Picchu, Sacsayhuamán und Coricancha bzw. Qorikancha geschrieben.
Diese Schreibweisen stehen heute im Konflikt mit dem peruanischen Gesetz. Gemäß Artikel 20 des Präsidialdekrets Nr. 004-2016-MC, veröffentlicht am 22. Juli 2016 im amtlichen Verkündungsorgan El Peruano, müssen die Toponyme durch ihre entsprechenden Schreibweisen in den normalisierten Alphabeten der indigenen Sprachen ersetzt werden. Das Nationale Institut für Geographie (Instituto Geográfico Nacional) realisiert die notwendigen Änderungen in den offiziellen Landkarten von Peru.
Der peruanische Linguist Rodolfo Cerrón Palomino, der Wanka-Quechua als Muttersprache spricht, schlägt einen einheitlichen Rechtschreibstandard vor für alle südlichen Quechua-Dialekte (d. h. ganz Südperu ab Huancavelica südwärts, Bolivien und Argentinien), den er Südliches Quechua (Quechua sureño) nennt. Dieser Standard wird inzwischen von vielen Einrichtungen Perus akzeptiert. Er beinhaltet ursprüngliche Strukturen der beiden meist gebrauchten Dialekte: Chanka (Ayakuchu, Quechua ayacuchano) und Qusqu-Qullaw (gesprochen ab Cusco südlich, in Bolivien und Argentinien). Beispiele:
| Ayacucho  | Cuzco     | Quechua sureño | Übersetzung                     |
| --------- | --------- | -------------- | ------------------------------- |
| upyay     | uhyay     | upyay          | „trinken“                       |
| utqa      | usqha     | utqha          | „schnell“                       |
| llamkay   | llank'ay  | llamk'ay       | „arbeiten“                      |
| ñuqanchik | nuqanchis | ñuqanchik      | „wir (inklusiv)“                |
| -chka-    | -sha-     | -chka-         | (Suffix: unvollendete Handlung) |
| punchaw   | p'unchay  | p'unchaw       | „Tag“                           |

### Buchstaben des offiziellen Quechua-Alphabets
Im seit 1985 offiziellen Quechua-Alphabet in Peru kommen allgemein folgende 18 Buchstaben für den ererbten Quechua-Wortschatz sowie für Entlehnungen aus dem Aymara zur Anwendung:

a, ch, h, i, k, l, ll, m, n, ñ, p, q, r, s, t, u, w, y.
Im Qusqu-Qullaw werden zusätzlich folgende Buchstaben (auch für Aymara-Lehnwörter) verwendet, was insgesamt 28 Zeichen ergibt:

chh, ch', kh, k', ph, p', qh, q', th, t'.
In Bolivien steht „j“ an Stelle von „h“.
In den nördlichen und zentralen Varianten gibt es außerdem das sh [š] (IPA: [⁠ʃ⁠]).
In den Varianten von Junín, Cajamarca und Lambayeque gibt es auch noch das ĉ (inoffiziell „tr“ geschrieben), was 20 Zeichen ergibt.
Die Buchstaben e und o werden nicht für ererbte Quechua-Wörter verwendet, da es sich bei den entsprechenden Lauten um Allophone von i und u handelt, die in Nachbarschaft zu q, qh, q' auftreten.
Folgende Buchstaben werden nur in Lehnwörtern aus dem Spanischen und anderen Sprachen (nicht aus dem Aymara) verwendet:

b, d, e, f, g, o.
Nur in Eigennamen oder direkt übernommenen spanischen Ausdrücken treten auf:

c, v, x, z;
j (in Peru; in Bolivien steht es an Stelle von h).

## Grammatik
Quechua ist eine agglutinierende Sprache wie Türkisch und Finnisch, d. h. die Bedeutung eines Wortes wird durch das Anhängen von Silben (Suffixe) an einen unveränderlichen Wortstamm angepasst, nicht durch Beugung (Veränderung des ganzen Wortes je nach Zeit, Person, Geschlecht und Fall) wie beispielsweise im Deutschen.
Die Reihenfolge der Suffixe ist streng geregelt, wie das Beispiel des Wortes chakra (Feld) illustriert:
- Die Bedeutung „klein“ drückt man durch Anfügen des Suffixes -cha aus.
- Die Besitzanzeige „mein“ wird durch Anfügen des Suffixes -y erreicht.
- Den Plural erhält man durch Anhängen des Suffixes -kuna.
- Der Ausdruck „meine kleinen Felder“ lautet auf Quechua folglich: chakrachaykuna.

Wie die meisten agglutinierenden Sprachen ist das Quechua eine Sprache vom Typ SOP (Subjekt-Objekt-Prädikat), d. h. im Normalfall gilt eine Wortfolge wie in diesem Satz:
Michiqkunaqa wayñutam takichkanku = Die Hirten [michiqkuna] singen [takiy] (gerade) [-chka-] einen Wayñu [Art Gesang/Tanz].

### Substantiv
Das Substantiv im Quechua kennt zwei Numeri: Singular und Plural. Letzterer wird durch Anhängen von -kuna ausgedrückt. Seine Verwendung ist nicht zwingend und wird in eindeutigen Fällen oft weggelassen.
Das Substantiv wird durch eine Reihe von Suffixen „dekliniert“, die an Stelle von Präpositionen verwendet werden. Hierzu gehören -p(a) (Genitiv), -ta (Akkusativ), -nta („durch“), -man („zu“), -manta [Quechua I: -piqta] („von, aus“), -paq („für“), -pi [Quechua I: -ĉaw] („in“), -wan („mit“). Diese Suffixe sind zum Beispiel auch dadurch sehr produktiv, dass sie Adverbien bilden (chaypi, dort; kunanmanta, ab jetzt, …).
Die Funktion des bestimmten Artikels wird teilweise vom s.g. „Topic Marker“ -qa übernommen: runaqa = der Mann.
Durch Aneinanderreihen von Substantiven werden sehr einfach und häufig zusammengesetzte Wörter gebildet, wobei das vorangestellte Nomen das Attribut ist: hatun = groß, yachay = wissen, lernen, wasi = Haus, hatun yachay wasi = Hochschule, Universität.
Das Quechua kennt kein grammatisches Geschlecht, jedoch spielt in manchen Fällen das natürliche Geschlecht eine Rolle: so ist zum Beispiel churi immer das Kind eines Mannes, wawa das Kind einer Frau. Ähnlich ist es auch bei Geschwisterbezeichnungen.

### Pronomen
In Quechua gibt es sieben Personalpronomina. Für die erste Person Plural („wir“) hat Quechua zwei unterschiedliche Pronomina (inklusives und exklusives Wir). Eines, das inklusive, wird benutzt, wenn der Sprecher den Angesprochenen mit einschließt („wir und du“, „ich und du“). Das exklusive Pronomen wird benutzt, wenn der Angesprochene nicht einbezogen wird („wir ohne dich“).
Besitz oder Zugehörigkeit wird im Quechua durch Possessivsuffixe ausgedrückt:
wasi = Haus; wasiy = mein Haus; wasiyki = dein Haus; wasin = sein/ihr Haus; wasinchik = unser (auch dein) Haus; wasiyku = unser (nicht dein) Haus; wasiykichik = euer Haus; wasinku = ihr Haus.
Der Genitiv -p(a) fordert im zugehörigen Nomen, das den Besitz ausdrückt, eine Possessivendung: intip churin = Sohn der Sonne.
Die wichtigsten Demonstrativpronomen (auch mit Adjektivfunktion) im Quechua sind kay (dies), chay (das) und wak (jenes).

### Adjektive
Die Adjektive stehen im Quechua vor den Substantiven. Es gibt kein grammatisches Geschlecht, und sie werden nicht mit den Substantiven mitdekliniert.

### Adverbien
Adverbien werden zum einen durch Anhängen von -ta, manchmal auch -lla an ein Adjektiv gebildet: allin – allinta („gut“), utqay – utqaylla („schnell, rasch“). Zum anderen bildet man sie durch Suffixe an Demonstrativpronomen: chay („das“) – chaypi („dort“), kay („dies“) – kayman („hierher“). Darüber hinaus gibt es zahlreiche selbständige Adverbien. Auffällig ist hierbei, dass das Adverb qhipa sowohl „hinten“ als auch „zukünftig“, ñawpa dagegen „vorn“ und „vergangen“ bedeutet. Räumliche und zeitliche Konzepte der Adverbien im Quechua sind somit – ähnlich wie im Aymara – genau umgekehrt verknüpft wie in den europäischen Sprachen.

### Zahlwörter (Numeralia)
- Kardinalzahlen. ch'usaq (0), huk (1), iskay (2), kimsa (3), tawa (4), pichqa (5), suqta (6), qanchis (7), pusaq (8), isqun (9), chunka (10), chunka hukniyuq (11), chunka iskayniyuq (12), iskay chunka (20), pachak (100), waranqa (1000), hunu (1 000 000), lluna (1 000 000 000 000).
- Ordinalzahlen werden durch Anhängen des Wortes ñiqin an die entsprechende Kardinalzahl gebildet (zum Beispiel iskay ñiqin = „zweite“). An Stelle von huk ñiqin („erste“) kann allerdings auch ñawpaq gesagt werden, was auch „vorderste, älteste“ bedeutet.

### Verben
Der Infinitiv wird gebildet durch das Suffix -y (much'a= „Kuss“; much'a-y = „küssen“). Der Imperativ Singular lautet gleich; im Plural wird -ychik angehängt. Das Infix -wa- drückt „mir/mich“ aus (Much'ay! = „Küsse!“, Much'away! = „Küsse mich!“).
Die Endungen des Verbs im Indikativ sind:
|           | Gegenwart | Einfache Vergangenheit | Zukunft   | Narrative Vergangenheit |
| --------- | --------- | ---------------------- | --------- | ----------------------- |
| Ñuqa      | -ni       | -rqa-ni                | -saq      | -sqa-ni                 |
| Qam       | -nki      | -rqa-nki               | -nki      | -sqa-nki                |
| Pay       | -n        | -rqa-n                 | -nqa      | -sqa                    |
| Ñuqanchik | -nchik    | -rqa-nchik             | -sun      | -sqa-nchik              |
| Ñuqayku   | -yku      | -rqa-yku               | -saq-ku   | -sqa-yku                |
| Qamkuna   | -nki-chik | -rqa-nki-chik          | -nki-chik | -sqa-nki-chik           |
| Paykuna   | -n-ku     | -rqa-nku               | -nqa-ku   | -sqa-ku                 |

Wenn das Subjekt in der Mehrzahl steht, darf das Verb in der Einzahl stehen: Runakunaqa llaqtakunapim kawsan. = Die Menschen leben in Dörfern/Städten.
Verschiedene Interfixe und Suffixe dienen der Veränderung der Bedeutung, so zum Beispiel das kausative -chi- (Beispiel: wañuy = „sterben“; wañuchiy = „töten“); das reflexive -ku- (Beispiel: sipiy = „morden, schlachten“; sipikuy = „Selbstmord begehen“); das reziproke -naku- (Beispiel: marq'ay= „umarmen“; marq'anakuy= „einander umarmen“), das progressive -chka- (e.g., mikhuy = „essen“; mikhuchkay = „beim Essen sein“).
Im Quechua gibt es die objektivische Konjugation, was bedeutet, dass es nicht nur für verschiedene Subjekte, sondern auch für verschiedene Objekte unterschiedliche Verb-Endungen gibt (Transition). Beispiel:
| Rikuni.    | Ich sehe.          |
| Rikuyki.   | Ich sehe dich.     |
| Rikunki.   | Du siehst.         |
| Rikuwanki. | Du siehst mich.    |
| Rikun.     | Er/Sie sieht.      |
| Rikuwan.   | Er/Sie sieht mich. |
| Rikusunki. | Er/Sie sieht dich. |

Für das Futur gibt es eigene Verb-Endungen der Transition.

### Partikeln
Partikeln, also Wörter, an die niemals Suffixe angehängt werden, gibt es nur wenige. Hierzu gehören zum Beispiel das Wort arí („ja“), yaw („hallo!“, „he!“) und bestimmte Lehnwörter aus dem Spanischen, wie piru (von Spanisch pero „aber“) und sinuqa (von sino „sondern“). Das Verneinungswort mana („nein“) ist keine Partikel, da auch Suffixe angehängt werden (manam, „nein, nicht“; manas, „nein, sagen die Leute“, manapunim, keineswegs; manaraq, „noch nicht“; manaña, „nicht mehr“).

### Evidentialität
Die meisten Sätze im Quechua werden durch ein Evidentialitäts-Suffix markiert, welches anzeigt, wie sicher sich der Sprecher über seine Aussage ist bzw. woher er die Information hat. -mi drückt Wissen aus eigener Erfahrung aus (Tayta Wayllaqawaqa chufirmi, „Herr Huayllacahua ist Chauffeur, ich weiß es, ich habe es gesehen“); -si gibt Wissen vom Hörensagen wieder (Tayta Wayllaqawaqa chufirsi, „Herr Huayllacahua ist Chauffeur, hat man mir gesagt“); -cha drückt Wahrscheinlichkeit aus (Tayta Wayllaqawaqa chufircha, „Herr Huayllacahua ist wahrscheinlich – oder: vielleicht – Chauffeur“). Nach einem Vokal wird -m, -s, -ch angehängt.

### Fragen
Im Quechua gibt es sehr viele Fragewörter, die aus den Wurzeln ima (was), pi (wer) und may (wo) durch Anhängen von Nominalsuffixen gebildet werden. Meist wird noch ein Evidentialsuffix oder -taq angehängt:
Maypitaq kachkan? = Wo ist er/sie?
Imatam rurachkanki? = Was tust du (gerade)?
Pitaq karqan? = Wer war es?
Yaw, imatataq munanki? = Hallo, was willst du?
 Runasimita qillqaytam munani. = Ich will Quechua schreiben lernen.
Entscheidungsfragen werden immer mit -chu gebildet.
Munawankichu? = Liebst du mich? (Antwort: Arí = ja / Manam = nein)

### Verneinung
Das Suffix -chu dient auch der Verneinung, und zwar mit mana bei Aussagen und ama bei Befehlen:
Mikhunaqa manas allinchu karqan. = Das Essen soll nicht gut gewesen sein.
Ama waqaychu! = Weine nicht!

### Nebensätze
Als agglutinierende Sprache verwendet Quechua an Stelle von Nebensätzen mit Konjunktionen Verbalausdrücke mit entsprechenden Suffixen:
Hamunaykitam munani. = Ich will, dass du kommst.
Inkaqa quri tawnanpa chayamusqanpi Qusqu llaqtatas kamasqa. = Wo sein goldener Stab auftraf, gründete der Inka die Stadt Cusco.
Mamaypa chiqnisqan runata rikurqanim. = Ich sah den Mann, den meine Mutter hasste.
Churiyta munaq warmita rikurqanim. = Ich sah die Frau, die meinen Sohn liebte.
Runakunaqa ayninakuyta qunqachkan. = Die Menschen vergessen, einander zu helfen.
An Stelle der deutschen Bindewörter wenn, als, während, weil und obwohl werden die Infixe / Suffixe -pti- (bei unterschiedlichen Subjekten) und -spa- oder -stin (bei gleichem Subjekt) verwendet, wobei zusätzliche Suffixe (zum Beispiel -qa, -m(i), -s(i) und -pas) für Bedeutungsnuancen dazukommen können:
Hamuptiykiqa kusikusaq. = Wenn du kommst, werde ich mich freuen.
Kutispay kasarasqaykim. = Wenn ich wiederkehre, werde ich dich heiraten.
Takistin tusurqankim. = Während du sangst, tanztest du.
Einen Sonderfall hinsichtlich Nebensätzen bildet das Quechua in Bolivien, da es auch Bindewörter (gebildet aus Fragewörtern und -chus) aufweist, mit denen es neben den hier genannten Ausdrucksmöglichkeiten auch echte Nebensätze bilden kann.

## Lehnwörter im Deutschen
Die deutsche Sprache hat eine Reihe von Lehnwörtern aus dem Quechua übernommen, in der Regel über Vermittlung durch das Spanische. Hier einige Beispiele:
- Alpaka (allpaqa, wohl von paqu, „hellbraun“)
- Coca (kuka)
- China-Rinde (kina-kina)
- Guano (wanu)
- Inka (inka)
- Kondor (kuntur)
- Lama (llama)
- Mate (mati)
- Puma (puma)
- Vikunja (wik'uña)
- Chirimoya (chirimuyu)
- Molle-Baum (mulli)
- Quinoa (kinwa, kiwna)
- Kiwicha (kiwicha)
- Pampa (pampa)

## Literarische Werke auf Quechua
Literatur auf Quechua ist seit der Kolonialzeit überliefert. Wurden in der dreisprachigen Doctrina Christiana (auf Spanisch, Quechua, Aymara, 1584), aber auch in dem um 1600 verfassten Huarochirí-Manuskript mit Mythen aus der Provinz Huarochirí noch eine dem nördlichen Kichwa und dem Chanka-Quechua ähnelnde, als „allgemeine Sprache Perus“ bezeichnete Variante verwendet, so war die Sprache später erschienener Werke, darunter das Drama Apu Ollantay, in einer früheren Sprachstufe des Cusco-Quechua verfasst.
Sowohl das moderne Cusco-Quechua als auch das Chanka-Quechua haben seit dem frühen 20. Jahrhundert eine gewisse Literaturtradition, denn in beiden Sprachen sind doktrinäre Texte der Erzdiözesen Cusco und Ayacucho, aber auch Gedichte und Theaterstücke erschienen, so etwa von dem peruanischen Hacendado Andrés Alencastre Gutiérrez. Im Übrigen bestand die Quechua-Literatur in Sammlungen traditioneller Lieder und Märchen. Das 20. Jahrhundert sah auch die ersten Bibelübersetzungen, begonnen mit dem Johannesevangelium 1880 durch den protestantischen Pastor Gybbon-Spilsbury über alle vier Evangelien 1901 bis 1904 durch Clorinda Matto bis hin zu neun kompletten Bibelübersetzungen in sieben Quechua-Varianten Boliviens, Perus und Ecuadors, die zwischen 1986 und 2011 herauskamen.
Schritte hin zu einer originären fiktiven Quechua-Prosa machten die Autoren José Oregón Morales (* 1949), Porfirio Meneses Lazón (1915–2009) und Macedonio Villafán Broncano (* 1949) mit einer Reihe von Kurzgeschichten, die zwischen 1988 und 1994 erschienen, wobei die beiden ersteren auf Chanka-Quechua und letzterer auf Ancash-Quechua schrieb. 2013 folgte der kurze Roman Saqapa („Rassel“) des bolivianischen Autors Jinés Cornejo Endara (* 1952). Neuland betritt Pablo Landeo Muñoz (* 1959) aus Huancavelica mit seinem 2016 auf Chanka-Quechua veröffentlichten Roman Aqupampa, der die Migration in die Städte vor dem Hintergrund der Gewalt im bewaffneten Konflikt in Peru behandelt. Landeo sieht hier bewusst von einer zusätzlichen Übersetzung ins Spanische ab, um eine Auseinandersetzung in der Originalsprache und somit einer Festigung der Literatursprache Quechua zu fördern.

## Quechua als akademische Sprache
Im universitären Bereich ist Quechua bislang wenig vertreten. 1999 wurden in der Amerindia drei akademische Artikel auf Quechua veröffentlicht: vom peruanischen Linguisten Serafín Coronel Molina, vom französischen Linguisten César Itier vom INALCO Paris und vom peruanischen Autor Porfirio Meneses Lazón. Auch in der Quechua-Literaturzeitschrift Atuqpa Chupan erscheinen einige akademische Artikel, so beispielsweise vom britischen Linguisten und Literaturwissenschaftler Alon Durston. Die Dichterin Ch’aska Anka Ninawaman schrieb ihre Arbeit für die Lizenziatur an der Universidad Nacional de San Antonio Abad del Cusco (UNSAAC) vollständig auf Quechua. Es gab keinen peruanischen Professor, der sicher genug Quechua sprach, um die Verteidigung der Arbeit entgegenzunehmen, weshalb der Linguist Bruce Mannheim aus den USA dies übernahm. 2017 schrieb und verteidigte Carmen Escalante Gutiérrez, Anthropologin und Professorin der UNSAAC, ihre Dissertation auf Quechua, doch tat sie dies in Sevilla (Spanien), da die universitären Gesetze Perus im Gegensatz zu denen Spaniens lediglich Spanisch als Amtssprache zuließen. An der Universidad Nacional Mayor de San Marcos war es Roxana Quispe Collantes, die ihre Dissertation auf Quechua schrieb und 2019 verteidigte, was das erste Mal in der 468-jährigen Geschichte der Universität war.

## Musik auf Quechua
Quechuasprachige Lieder sind das Medium, durch welches man außerhalb des Quechua-Sprachgebiets die größte Chance hat, Quechua zu hören. Es gibt eine Reihe von peruanischen, bolivianischen und ecuadorianischen Musikern und Bands, die teilweise oder auch überwiegend auf Quechua singen. Zu diesen Musikern gehörte etwa die peruanische Sängerin Yma Sumac. Die bolivianische Sängerin Luzmila Carpio singt sogar fast ausschließlich auf Quechua. Kennzeichen der meisten dieser Musiker bzw. Musikgruppen ist, dass sie auf traditionelle andine Musikformen zurückgreifen. Die in Peru wohl häufigste Form des Quechua-Liedes ist der Waynu, der insbesondere durch die Migration von Musikern aus den Regionen Ayacucho und Apurimac in die Hauptstadt Lima zu einer Popularität quechuasprachiger Musik geführt hat, wobei hier das Chanka-Quechua einen erheblichen Anteil ausmacht. Zu diesen Musikern gehören der einst mit José María Arguedas befreundete und zusammenarbeitende Charangospieler und Sänger Jaime Guardia, dessen Schüler Manuelcha Prado wie auch der mit diesem oft auftretende Ranulfo Fuentes. Der Liedermacher Carlos Falconí Aramburú hat durch eine Reihe von Waynu-Texten auf Quechua zur Thematik des bewaffneten Konflikts in Peru Bedeutung erlangt. Mit eigenen Liedschöpfungen auf Chanka-Quechua hat sich auch die Sängerin und Schauspielerin Magaly Solier aus Huanta hervorgetan.
Musikalisch neue Wege beschreitet die 1991 gegründete peruanische Rock-, Blues- und Grunge-Band Uchpa, die traditionelle Elemente mit modernen Ausdrucksformen und Musikinstrumenten verbindet und auf Ayacucho-Quechua singt. Auch die peruanische Meditationsmusik- und Folklore-Band Alborada singt überwiegend auf Quechua. Die Popsängerin Damaris Mallma Porras gewann mit ihrem quechuasprachigen Titel Tusuykusun auf dem internationalen Songfestival von Viña del Mar den Folklore-Preis. Eine weitere auf Quechua singende Musikerin ist Renata Flores Rivera aus Ayacucho. Im Bereich des Hip-Hop ist es Ricardo Flores Carrasco, bekannter unter seinem Künstlernamen Liberato Kani, der Texte auf Quechua produziert und vorträgt.

## Medien

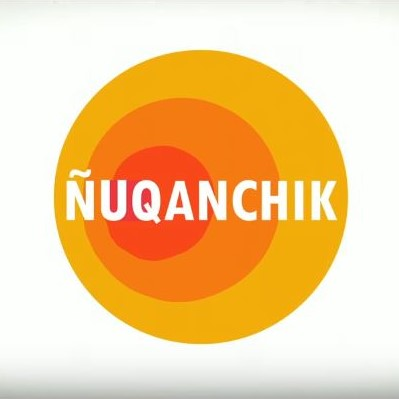
Logo der Nachrichtensendung Ñuqanchik

Seit dem 12. Dezember 2016, als Pedro Pablo Kuczynski Staatspräsident war, wird erstmals in der Geschichte des staatlichen peruanischen Rundfunks täglich eine halbstündige Fernseh-Nachrichtensendung produziert und in den Morgenstunden zwischen 5.30 und 6.00 Uhr ausgestrahlt. Der Name der Sendung, die über TV Perú und Radio Nacional del Perú ausgestrahlt wird, ist Ñuqanchik („Wir/inklusiv“). Seit Beginn als Nachrichtensprecher beteiligt ist der Journalist und Musiker Clodomiro Landeo Lagos. Von Beginn bis 2018 war die Quechua-Primarschullehrerin Marisol Mena Antezana (Chaska Kanchariq) die Programmleiterin.
In der Sportberichterstattung tritt seit 2003 Luis Alberto Soto Colque oft als Fußballkommentator auf Cusco-Quechua auf.

### Wörterbücher
- AMLQ Cusco: Simi Taqe Qheswa – Español – Qheswa. Wörterbuch Quechua-Spanisch, Spanisch-Quechua. Cusco, Peru 2006.
- Teofilo Laime Ajacopa: Iskay simipi yuyayk'ancha. Bolivianisches Wörterbuch Quechua-Spanisch, Spanisch-Quechua. (PDF; 5,2 MB) La Paz – Bolivia, 2007.
- Clodoaldo Soto Ruiz: Runasimi-kastillanu-inlis llamkaymanaq qullqa. Wörterbuch Chanka-Quechua – Spanisch – Englisch, mit Worterklärungen/Definitionen auf Quechua. (PDF; 5,8 MB) University of Illinois, 2010.

### Wissenschaftliche Veröffentlichungen online
- Diccionario etnolingüístico y guía bibliográfica de los pueblos indígenas sudamericanos: Quechua. Alain Fabre, 2005 (Ausführliche Informationen auf Spanisch zur Systematisierung der Quechua-Varietäten, Sprecherzahlen sowie umfangreiche Bibliographie; PDF, 909 kB; auf Spanisch)
- Anna Saroli (2001): Can Quechua Survive? (auf Englisch)